# 戦争・はだかの兵隊
『戦争・はだかの兵隊』（せんそう・はだかのへいたい、原題 イタリア語: La grande guerra）は、1959年公開のマリオ・モニチェリ監督によるイタリア、フランス合作の映画である。
1959年、第20回ヴェネチア国際映画祭金獅子賞を受賞した。

## スタッフ
以下のスタッフ名は特に記載がない限りKINENOTEに従った。
- 監督 - マリオ・モニチェリ
- 脚本 - アージェ、スカルペッリ、ルチアーノ・ヴィンチェンツォーニ[2]、マリオ・モニチェリ
- 原案 - アージェ、スカルペッリ、ルチアーノ・ヴィンチェンツォーニ[2]、マリオ・モニチェリ
- 製作 - ディノ・デ・ラウレンティス
- 撮影 - ジュゼッペ・ロトゥンノ、ロベルト・ジェラルディ（英語版）、en:Leonida Barboni[4]、Giuseppe Serrandi[4]
- 美術 - マリオ・ガルブリア(en:Mario Garbuglia)[4]
- 音楽 - ニーノ・ロータ
- 編集 - Adriana Novelli[4]

## キャスト
- アルベルト・ソルディ: Oreste Jacovacci[1]
- ヴィットリオ・ガスマン: Giovanni Busacca[1]
- シルヴァーナ・マンガーノ: Costantina[1]
- フォルコ・ルリ: (Private) Bordin[1]
- ベルナール・ブリエ[1]: Capitano Castelli[4]
- ロモロ・ヴァリ: Gallina中尉[4]
- en:Vittorio Sanipoli[1]: Maggiore Venturi[4]
- en:Nicola Arigliano[1]: (Private) Giardino[4]
- en:Geronimo Meynier: Il portaordini[4](Messenger)
- マリオ・ヴァルデマリン（イタリア語版） [1]: Lorenzi中尉[4]
- it:Elsa Vazzoler: Moglie di Bordin(Bordinの妻)[4]
- en:Tiberio Murgia: (Private) Rosario Nicotra[4]
- en:Livio Lorenzon[4]: Battiferri軍曹
- en:Ferruccio Amendola: (Private) De Concini[4]
- it:Gianni Baghino[4]: A soldier
- en:Carlo D'Angelo: Capitano Ferri[4]
- en:Achille Compagnoni: Il cappellano牧師[4]
- Luigi Fainelli: (Private) Giacomazzi[4]
- en:Marcello Giorda: Generale[4]
- en:Tiberio Mitri[1]: Mandich[4]
- en:Gérard Herter: Capitano austriaco(Austrian captain)[4]
- en:Guido Celano: Italian major[4]
- ジャン・ルイジ・ポリドロ[4]

## 受賞歴
- 1959年 ヴェネチア国際映画祭[3]
  - 金獅子賞
  - 演技賞 アルベルト・ソルディ
- 1960年 ダヴィッド・ディ・ドナテッロ賞[5]
  - プロデューサー賞 ディノ・デ・ラウレンティス
  - 主演男優賞 ヴィットリオ・ガスマン、アルベルト・ソルディ